# دنیس کولچین
دنیس کولچین (اوکراینی: Денис Колчін؛ زادهٔ ۱۳ اکتبر ۱۹۷۷) بازیکن فوتبال اهل اوکراین است.
از باشگاه‌هایی که در آن بازی کرده‌است می‌توان به باشگاه فوتبال چورنومورتس اودسا اشاره کرد.
وی همچنین در تیم‌های ملی فوتبال Ukraine national under-17 football team و زیر ۲۱ سال اوکراین بازی کرده‌است.